# Минериада
Минериа́да (рум. Mineriadă, от «miner», т.е. шахтёр) — название ряда выступлений рабочих, прежде всего шахтёров Румынии в 1990-х годах. Наиболее жестокой была третья Минериада 13—15 июня 1990 года.

## Минериады 1990 года

### 28—29 января
После того, как Фронт национального спасения (FSN) объявил о своём преобразовании в политическую партию, на площади Победы (Piaţa Victoriei) в Бухаресте началась демонстрация, организованная Христианско-демократической национал-цэрэнистской партией (PNŢCD), Национал-либеральной партией (PNL) и рядом малых партий. Манифестанты выступали против Иона Илиеску. Основными лозунгами были «Нам не нужен неокоммунизм», «Вчера Чаушеску, сегодня Илиеску».
Фронт национального спасения (FSN) также организовал демонстрацию с участием рабочих бухарестских заводов, вооружённых дубинками и ломами. Тогда же появился лозунг, ставший впоследствии девизом первых трёх Минериад: «Смерть интеллигенции!»
Хотя антикоммунистическая манифестация началась как ненасильственная, демонстранты окружили здание парламента и потребовали его роспуска. После этого Фронт национального спасения начал переговоры с оппозицией. Одновременно Ион Илиеску обратился к народу Румынии с призывом приехать в Бухарест и защитить демократию.
Утром 29 января более 5000 шахтёров из бассейна Валя Жиулуй (от рум. vale, т.е долина) приехали в Бухарест, чтобы поддержать Фронт Национального Спасения. Они атаковали и захватили штаб-квартиры Национал-крестьянской и Национал-либеральной партий. Премьер-министр Румынии Петре Роман на военном автомобиле вывез лидера Национал-крестьянской партии Корнелиу Копосу из осаждённой штаб-квартиры партии. После этого Илиеску и Петре Роман обратились к толпе и призвали манифестантов разойтись по домам.
В результате Минериады лидеры Фронта Национального Спасения и представители других политических партий начали создание нового временного органа власти — Временного совета национального согласия (CPUN).

### 28 февраля
28 февраля, менее чем через месяц после январской минериады, в Бухаресте началась новая антикоммунистическая манифестация. Среди лозунгов манифестантов были: «Долой коммунизм», «ФНС украл революцию 17—22 декабря 1989».
Несмотря на то, что демонстранты заявляли, что не желают насилия, некоторые из них начали кидать камни в здание правительства. Для восстановления порядка была привлечена полиция и армия. В ту же ночь 4000 шахтёров направились в Бухарест, но их помощь не понадобилась. Шахтёры обещали снова выехать в Бухарест, если кто-либо будет противодействовать правительству.
Лидеры оппозиции утверждали, что манифестацией манипулировал Фронт Национального Спасения и МВД.

### 13—15 июня
Попытка властей разогнать Голаниаду — манифестацию демократической интеллигенции на площади Университета — стала началом трех дней насилия, в результате которых было убито 6 человек, еще около 750 получили ранения (студенческий лидер Мариан Мунтяну был избит до четырёхдневной комы). Шахтеры металлическими трубами и цепями избивали протестующих, особенно молодых студентов, людей, носящих бороды, и женщин в коротких юбках.
Румыния заплатила за нашествие шахтёров международной изоляцией, что означало, в первую очередь, замораживание соглашения с МВФ и невозможность кредитования. С политической точки зрения, минериада в июне 1990 года привела к тому, что страна вступила в Совет Европы только в 1993 году, намного позже стран бывшего советского блока.
В 2017 за подавление Голаниады были привлечены к судебной ответственности полтора десятка человек, в том числе экс-президент Ион Илиеску, экс-премьер Петре Роман, экс-вице-премьер Джелу Войкан Войкулеску, шахтёрский вожак Мирон Козма, экс-директор спецслужбы SRI Вирджил Мэгуряну. (Исторически использование шахтёров против протестующих сравнивается с разгоном коммунистами сторонников короля Михая 8 ноября 1945.)

## Минериада сентября 1991 года
Следующая минериада началась 24 сентября 1991 года. Поводом к этой минериаде было невыполнение правительством Петре Романа требований шахтёров, хотя существует версия, что причиной послужили разногласия между президентом Ионом Илиеску и реформаторски настроенным премьер-министром Петре Романом.
Шахтёры заняли здание городской администрации в Петрошанах, и с его балкона Мирон Козма заявил: «Мы идём на Бухарест». Несколько тысяч шахтёров захватили поезд и направились к Дворцу Победы в Бухаресте — резиденции румынского правительства. Петре Роман отказался вести с ними переговоры, и шахтёры напали на правительственную охрану. Через день правительство подало в отставку. Шахтёры заняли Палату Депутатов и выдвинули требование отставки Илиеску. Но после переговоров с Мироном Козмой был достигнут консенсус, и шахтёры покинули Бухарест. В ходе минериады погибло 3 человека и 455 человек было ранено.

## Минериады 1999 года

### Январь
Шахтёры, недовольные уменьшением государственных субсидий, что вело к закрытию шахт, пошли на Бухарест. Шахтёры прошли через баррикады, установленные полицией в Костештах, и вошли в Рымнику-Вылча. Там они «арестовали» префекта жудеца Вылча. Это вынудило премьер-министра Румынии Раду Василе начать переговоры с лидером шахтёров Мироном Козмой в близлежащем монастыре Козия и пойти на уступки. Директор спецслужбы SRI Костин Джорджеску утверждал, что пятая Минериада прикрывала попытку государственного переворота, за которой стояли Корнелиу Вадим Тудор и его партия Великая Румыния.

### Февраль
14 февраля 1999 года лидер шахтёров Мирон Козма был признан виновным в минериаде 1991 года и приговорён к 18 годам тюремного заключения. Шахтёры под предводительством Козмы пошли на Бухарест, но были остановлены полицией возле Стоенешт в жудеце Олт. В столкновении с полицией было ранено 100 полицейских и 70 шахтёров, один шахтёр погиб. Козма был арестован и направлен в тюрьму Рахова под Бухарестом.
Указом Иона Илиеску 15 декабря 2004 года, за несколько дней до окончания его президентского срока, Козма был амнистирован, но указ был отозван на следующий же день из-за сильнейшего возмущения румынских и иностранных политиков и прессы.
Козма оспорил законность отмены амнистии в суде и был освобождён 14 июня 2005 года судом города Крайова. Многие видели «злую иронию» в освобождении Козмы ровно в 15-летнюю годовщину самой жёсткой минериады.
28 сентября 2005 года Мирон Козма был приговорён Высшим судом Румынии к 10-летнему сроку за минериаду января 1999 года, но так как все его сроки были объединены на июнь 2006 года, ему оставалось провести в заключении ещё 13 месяцев. Запрос Козмы об условном освобождении был отклонён 2 июня 2006 года, а через две недели была отклонена и апелляция.
2 декабря 2007 года Мирон Козма был выпущен из тюрьмы с запретом на въезд в Петрошани или Бухарест. Покидая Рахову, он вылетел в Тимишоару, чтобы повидаться с семьёй и друзьями. В своем интервью он заявил, что некоторых политических деятелей следует тоже заключить в тюрьму.